# Mataeopsephus taiwanicus
Mataeopsephus taiwanicus is een keversoort uit de familie keikevers (Psephenidae). De wetenschappelijke naam van de soort werd in 1990 gepubliceerd door Lee, Yang & Brown.